# Сборная Мексики по мини-футболу
Национальная сборная Мексики по мини-футболу представляет Мексику на международных соревнованиях по мини-футболу, таких как Чемпионат мира и Чемпионат КОНКАКАФ.
Сборная Мексики участвовала в Чемпионате мира по футзалу только один раз, они боролись изо всех сил чтобы выйти из тени мощных региональных соперников, таких как: Соединенные Штаты, Куба, Гватемала и Коста-Рика.
В ноябре 2012 года сборная Мексики заняла 40 место в рейтинге ФИФА.

## Турнирные достижения

### Чемпионат мира по мини-футболу
- 1989 — не квалифицировалась
- 1992 — не квалифицировались
- 1996 — не квалифицировалась
- 2000 — не квалифицировались
- 2004 — не квалифицировалась
- 2008 — не квалифицировалась
- 2012 — 22-е место

### Чемпионат КОНКАКАФ по мини-футболу
- 1996 — 3-е место
- 2000 — 1-й раунд
- 2004 — 1-й раунд
- 2008 — 1-й раунд
- 2012 — 4-е место